# Marius et Jeannette
Pour plus de détails, voir Fiche technique et Distribution.
Marius et Jeannette est un film français réalisé par Robert Guédiguian et sorti en 1997.
Sélectionné au Festival de Cannes 1997 dans la section Un certain regard, il s'agit du deuxième volet de ses « Contes de l'Estaque », après L'argent fait le bonheur et avant À l'attaque !.

## Synopsis
Tout se passe à Marseille, tout au nord de l'Estaque, un quartier populaire, autrefois village de pêcheurs, d'agriculteurs et de charpentiers puis peuplée des ouvriers des fabriques de savon, de tuiles, de ciment, de verre, de soufre et de soude. 
Marius vit seul dans une immense cimenterie désaffectée et en voie de démolition qui domine le quartier.
Jeannette élève seule ses deux enfants avec son maigre salaire de caissière. Elle habite une minuscule maison ouverte sur une petite cour typique de l'habitat méditerranéen. 
Ses voisins de cour, Caroline et Justin, Monique et Dédé, l'encouragent avec force éclats de rire et coups de gueule. 
La rencontre de Marius et de Jeannette n'est pas simple. Outre les difficultés inhérentes à leur situation sociale, leur histoire personnelle les a respectivement meurtris. 
Le film décrit la renaissance de leur capacité à être heureux.

## Fiche technique
- Titre : Marius et Jeannette
- Réalisateur : Robert Guédiguian
- Scénario : Jean-Louis Milesi et Robert Guédiguian
- Musique originale : Jacques Menichetti
- Chansons : Il pleut sur Marseille et La Farandole, paroles de Jean-Louis Milesi et musique de Jacques Menichetti
- Musiques additionnelles : Eduardo Di Capua (O sole mio), Johann Strauss (Le Beau Danube bleu), Antonio Vivaldi (Les Quatre Saisons)
- Directeur de la photographie : Bernard Cavalié
- Ingénieur du son : Laurent Lafran
- Perchman : François Domerc
- Mixeur son : Jean-Yves Rousseaux
- Décorateur : Karim Hamzaoui
- Maquilleur : Maïté Alonso
- Assistant-réalisateur : Jacques Reboud
- Monteurs : Bernard Sasia, Valérie Meffre, Lydie Ferran
- Producteur : Gilles Sandoz
- Directeur de production : Malek Hamzaoui
- Sociétés de production : Agat Films & Cie (France), La Sept Cinéma (France), Canal+ (France)
- Distributeur d'origine : Diaphana
- Pays d'origine :  France
- Format : couleur — Son stéréophonique — 35 mm
- Genre : comédie
- Durée : 105 minutes
- Date de sortie : France : 19 novembre 1997

## Distribution
- Ariane Ascaride : Jeannette
- Gérard Meylan : Marius
- Pascale Roberts : Caroline
- Jacques Boudet : Justin
- Frédérique Bonnal : Monique
- Jean-Pierre Darroussin : Dédé
- Laetitia Pesenti : Magali
- Miloud Nacer : Malek
- Pierre Banderet : Monsieur Ebrard
- Monique Meylan : La première caissière
- Michèle Camizuli Bonneveau : La seconde caissière (créditée Michèle Camizuli)
- Marc Bordure : Le client du restaurant au bord de l'eau
- Blanche Guichou : La cliente du restaurant au bord de l'eau
- Jacques Menichetti : Le barman
- Madeleine Guédiguian : La fille aînée de Monique et Dédé
- Marie Darroussin : La fille cadette de Monique et Dédé
- Mathieu Fascella : Le fils de Monique et Dédé
- Hedi Hamzaoui : Un ado avec son vélo
- Farid Ziane : Un ado avec son vélo
- Aïani Madjibounou : Un ado avec son vélo
- Titoff : Un joueur de billard lors de la bagarre dans le bar (non crédité)
- Robert Guédiguian : Le narrateur (épilogue)

## Distinctions[3]

### Récompenses
- Prix Louis-Delluc « Meilleur film » 1997. ( ex æquo avec On connaît la chanson)
- César du cinéma de la meilleure actrice pour Ariane Ascaride en 1998.
- Grand prix au Festival Tout Écran de Genève 1997.
- Grand Prix Hydro-Québec, Festival du cinéma international en Abitibi-Témiscamingue pour Marius et Jeannette, 1997.
- Lumières 1998 : Meilleur film pour Robert Guédiguian
- Prix de la presse au Festival du Film de Paris (en) en 1998.
- Prix Sant Jordi du cinéma ( Barcelone- Catalogne) de la Meilleure Actrice Étrangère pour Ariane Ascaride en 1999.

### Nominations et sélections
- César du cinéma 1998 : 
  - César du meilleur film : Robert Guédiguian
  - César du meilleur acteur dans un second rôle : Jean-Pierre Darroussin
  - César de la meilleure actrice dans un second rôle : Pascale Roberts
  - César du meilleur espoir féminin : Laetitia Pesenti
  - César du meilleur réalisateur : Robert Guédiguian
  - César du meilleur scénario original ou adaptation : Robert Guédiguian et Jean-Louis Milesi
- Butaca Awards (en) 1998
- Prix Goya du meilleur film européen 1999